# Ovidiu Moldovan
Ovidiu Moldovan (n. 15 noiembrie 1945, Iernut, județul Mureș) este un actor român.

## Biografie
Ovidiu Moldovan s-a născut la 15 noiembrie 1945, în Iernut, județul Mureș. A absolvit Institutul de Artă Teatrală și Cinematografică din București în 1968, la clasa profesorului Costache Antoniu. Este actor la Teatrul Național din București.

## Filmografie
- Columna (1968) - fiul Ciungului
- Când trăiești mai adevărat (film TV, 1974)
- Ștefan cel Mare - Vaslui 1475 (1975) - Alexandru de Mangop
- Pe aici nu se trece (1975) - Sică
- Patima (1975) - Sever Varlam, fiul Păunei
- Misterul lui Herodot (1977)
- Râul care urcă muntele (1977)
- Războiul independenței (serial TV, 1977)
- Pentru patrie (1978) - gornistul Niță Ion
- Revanșa (1978) - muncitor tipograf
- Clipa (1979)
- Burebista (1980) - poetul Lai
- Înghițitorul de săbii (1982)
- Un saltimbanc la Polul Nord (1982)
- Cucerirea Angliei (1982) - Odon de Bayeux, capelanul ducelui Normandiei
- Năpasta (1982)
- Povestea călătoriilor (1983)
- Din prea multă dragoste (1983)
- Orele unsprezece (1983)
- Dragostea și revoluția (1983)
- Acțiunea „Zuzuc” (1984)
- Sosesc păsările călătoare (1985)
- Secretul lui Nemesis (1987)
- Cetatea ascunsă (1987)
- François Villon – Poetul vagabond (1987) - Caïman
- Egreta de fildeș (1988)
- Kilometrul 36 (1989)
- Terente, regele bălților (1995)